# 北海道道728号中幌向栗沢線
北海道道728号中幌向栗沢線（ほっかいどうどう728ごう なかほろむいくりさわせん）は、北海道岩見沢市内を結ぶ一般道道（北海道道）である。

## 概要

### 路線データ
- 起点：北海道岩見沢市中幌向町（国道12号交点）
- 終点：北海道岩見沢市栗沢町本町（北海道道274号栗沢南幌線・北海道道374号栗沢停車場線交点）
- 路線延長：7.0km（総延長）

## 歴史
- 1972年（昭和47年）2月4日 路線認定[1]。

## 地理

### 通過する自治体
- 空知総合振興局
  - 岩見沢市

### 交差する道路
岩見沢市
- 国道12号 - 中幌向町（起点）
- 北海道道274号栗沢南幌線 - 栗沢町本町（終点）
- 北海道道374号栗沢停車場線 - 栗沢町本町（終点）